# Rick Hughes
Rick Hughes (nacido el 22 de agosto de 1973 en Cincinnati, Ohio) es un exjugador de baloncesto estadounidense que disputó una temporada en la NBA.

## Biografía
Nacido en Cincinnati (Ohio) y formado en el Thomas More Collage, de una división menor de la liga universitaria americana, participó en varios campus de equipos NBA antes de debutar como profesional los Dakota Wizards de la IBA y dar el salto a Europa, concretamente al Omonoia de Chipre donde después se convertiría en un trotamundos del básquet europeo.

## Trayectoria deportiva
- 1992/96 NCAA. Thomas More College.
- 1996/97 Dakota Wizards (IBA - EE. UU.)
- 1997/98 Omonia Nicosia (Chipre)
- 1998/99 Club Rosaire (Líbano)
- 1999/00 Dallas Mavericks (NBA - EE. UU.) y Idaho Stampede (CBA - EE. UU.)
- 2000/01 C. Ourense Baloncesto (ACB - España)
- 2001/02 Kansas City Knights (ABA - EE. UU.)
- 2002/03 JDA Dijon (LNB - Francia)
- 2003/04 Sporting Al Ryadi Beirut (Líbano) y SIG Strasbourg (LNB - Francia)
- 2004/05 Teramo Basket (LEGA - Italia)
- 2005/06 Deutsche Bank Skyliners Frankfurt (BBL - Alemania) y Polaris World Murcia (LEB)
- 2006/08 León Caja España (LEB y ACB)
- 2008/09 Hyeres-Toulon (Francia)
- 2009/10 León Caja España (LEB y ACB)
- 2010 APOEL Nicosia (Chipre)
- 2010/12 Hyeres-Toulon (Francia)

## Palmarés
- 2 ascensos a la Liga ACB y una Copa Príncipe.